# Stefanów (Leonów)
Stefanów – część wsi Leonów w Polsce położona w województwie łódzkim, w powiecie zgierskim, w gminie Zgierz.
W latach 1975–1998 Stefanów należał administracyjnie do ówczesnego województwa łódzkiego.